# The Legend of Young Dick Turpin
Pour plus de détails, voir Fiche technique et Distribution.
The Legend of Young Dick Turpin est un téléfilm américain réalisé par James Neilson, produit par Walt Disney Productions et diffusé en deux épisodes à la télévision les 13 et 20 février 1966 dans l'émission Walt Disney's Wonderful World of Color sur le réseau NBC.

## Synopsis
Le jeune fermier Dick Turpin est contraint de devenir un bandit de grand chemin à cause de Lord Calmsden, un suzerain corrompu qui lui a confisqué sa ferme et tous ses biens.

## Fiche technique
- Titre original : The Legend of Young Dick Turpin
- Réalisateur : James Neilson
- Scénario : Robert Westerby
- Directeur artistique : Jack Stevens
  - Chef décorateur : Don Ashton
  - Artiste matte : Peter Ellenshaw
- Image : Michael Reed
- Montage : Peter Boita
- Costumes : Anthony Mendleson
- Musique : Ron Grainer
  - Chanson : Robert Westerby, Norman Newell et Ron Grainer (The Legend of Young Dick Turpin interprété par Val Doonican)
- Technicien du son : Bill Butler
- Producteur : Bill Anderson (coproducteur), Hugh Attwooll (associé)
- Société de production : Walt Disney Productions

Sauf mention contraire, les informations proviennent des sources suivantes : John West et IMDb

## Distribution
- David Weston : Dick Turpin
- Roger Booth : Lord Calmsden
- George Cole : William Evans
- Leonard Whiting : Jimmy the Dip
- Bernard Lee : Jeremiah
- William Franklyn : Tom King
- William Mervyn : Lord Justice Humphreys
- Donald Pickering : Sir John Burnside
- Simon Lack : prosecuting counsel
- Richard Pearson : Bailiff
- Colin Blakely : 1st Gatekeeper
- Alan Downer : 2nd Gatekeeper
- Duncan Panikwer : Small boy
- Toke Townley : Sad Willie
- Duncan Lewis : manservant
- Patrick Jordan : watchman
- Gladys Henson : Blind Annie
- Richard Wattis : Shopkeeper
- Robert Brown : big man
- Maurice Denham : Mr. Fielding
- Peter Welch : Higgins

Source : Dave Smith, John West et IMDb

## Origine et production
À l'instar de plusieurs productions Disney comme Elfego Baca ou Texas John Slaughter, le téléfilm est inspiré d'un personnage historique, ici le bandit de grand chemin britannique Dick Turpin. Cette utilisation de fait historique provoque une fin malheureuse car le personnage historique a été pendu en 1739. La production Disney se concentre sur la jeunesse du bandit et y met les moyens comme en recréant une rue du XVIIIe siècle. C'est une énième production britannique de Disney et comme à son habitude le studio réunit de grands artistes. La distribution est de premier ordre hormis le jeune David Weston dans le rôle-titre. Weston avait été découvert dans Becket (1964) de Peter Glenville mais John West le trouve hors de propos dans le rôle de Dick Turpin. George Cole qui interprète Mr Evans avait jouait Mipps dans L'Épouvantail (1964), Bernard Lee avait joué dans Le Troisième Homme (1949) et 
L'Enlèvement de David Balfour (1960). Richard Burton a conseillé à David Weston de se lancer dans une carrière au cinéma. L'acteur le plus inattendu reste Leonard Whiting alors âgé de 14 ans et qui trois ans après ce téléfilm interprète Roméo dans Roméo et Juliette (1968) de Franco Zeffirelli,.
Les décors sont élaborés par Don Ashton qui avait été récompensé par un oscar pour son travail sur Le Pont de la rivière Kwaï (1957). Le costumier Anthony Mendleson a lui passé de nombreuses heures à analyser les planches réalisées par le graveur William Hogarth (1697-1764). Les séquences de combats ont été chorégraphiées par Bob Anderson, entraîneur de l'équipe de britannique d'escrime pour les jeux olympiques de Tokyo.

## Sortie et accueil
Le téléfilm The Legend of Young Dick Turpin a été diffusé dans l'émission Walt Disney's Wonderful World of Color (sur NBC) en deux parties le 13 février 1966 et le 20 février 1966,,,.

## Analyse
Pour John West, le scénario de Robert Westerby est de tout premier ordre mais il ne fonctionne pas à l'écran en raison d'un mauvais casting pour le rôle-titre et une réalisation sans conviction de James Neilson.